# Diebe und Liebe
Diebe und Liebe (Alternativtitel Herzklopfen, Originaltitel Battement de cœur) ist ein französischer Spielfilm von Henri Decoin aus dem Jahr 1940, in dem Danielle Darrieux und Claude Dauphin die Hauptrolle spielen.

## Handlung
Im Paris der 1930er-Jahre flieht die junge Waise Arlette aus einer Besserungsanstalt; bei ihrer Flucht gerät sie in eine Pariser Schule für Taschendiebe. Dabei lernt sie Monsieur Aristide kennen, der ihr die Kunst des Taschendiebstahls beibringt. Als sie ihr Handwerk ausgerechnet an einem Botschafter erproben will und dabei ertappt wird, zwingt dieser Arlette zu einem Handel: Er verrät sie nicht und nutzt stattdessen ihre Künste, um an ein kompromittierendes Foto seiner Frau und ihres mutmaßlichen Liebhabers heranzukommen. Auf einem Ball soll sie die Taschenuhr des jungen Attachés Pierre entwenden. Erst als sie die Uhr öffnet, wird ihr die Dimension des Diebstahls bewusst. Die Taschen- wird dabei zur Herzensdiebin.

## Hintergrund
Der Film war eine Produktion der Firma  Continental Films. Drehbeginn war 1939; die Arbeiten an dem Film wurden dann 1940 durch den Kriegsausbruch unterbrochen.

## Kritiken
„Das Drehbuch ist nicht ohne Einfälle, die Dialoge sind nicht ohne Witz, das Ganze bescheidet sich jedoch mit Mittelmäßigkeit.“